# علقة (دوعن)

'

تعديل مصدري - تعديل

علقة هي إحدى قرى عزلة صيف بمديرية دوعن التابعة لمحافظة حضرموت، بلغ تعداد سكانها 48 نسمة حسب تعداد اليمن لعام 2004.